# Ernest de Regge
Ernest de Regge (Overmere, 15 januari 1901 - Ennis (County Clare, Ierland), 15 januari 1958) was een Vlaamse componist en koorleider.
Hij was de zoon van Karel de Regge (koster te Overmere) en Hortentia Verstraeten.
Na het behalen van het diploma van koster-onderwijzer aan de Normaalschool te  Sint-Niklaas, studeerde hij  compositie, orgel en Gregoriaanse muziek aan het Lemmensinstituut, waar hij in 1922 het 'Laureaatsdiploma' behaalde met grootste onderscheiding en de eerste prijs in compositie.
Na de Eerste Wereldoorlog week hij uit naar Ierland.
Tussen 1920 en 1930 keerde hij regelmatig terug naar België, waar hij verder harmonieleer en orkestratie studeerde bij Paul Gilson en nadien bij Lodewijk Mortelmans.
In 1932 werd hij door bisschop Michael Fogarty tot muziekprofessor aan het St Flannan’s College en organist en dirigent van het kathedraalkoor van de St Peter and St Paul Cathedral van Ennis benoemd.
Tijdens zijn jaarlijkse vakantie in zijn geboortedorp Overmere, leerde hij Helène Coppieters kennen, met wie hij op 25 augustus 1939 in de echt werd verbonden door haar oom, de Gentse bisschop Mgr Honoré-Jozef Coppieters.  Tijdens de huwelijksplechtigheid bespeelde Flor Peeters (met wie Ernest de Regge samen had gestudeerd) het Vereecken-orgel in de Onze-Lieve-Vrouw-Hemelvaartkerk te Overmere.
Hij vond de dood bij de instorting van een deel van het Carmody's Hotel in Ennis, waar hij een veiling bijwoonde van de inventaris van het kort daarvoor gesloten hotel.
Niall Williams, een befaamd Iers schrijver, kreeg de opdracht van het Abbey Theatre in Dublin een toneelstuk over Ernest de Regge te schrijven.

## Werk
- 18 Liederen met Engelse teksten
- 22 Liederen met Ierse teksten a capella
- 85 Liederen met Ierse teksten
- 4 Liederen met Nederlandse teksten
- 7 Kerstliederen
- 3 Missen, waaronder de Mass in Honor of the Blessed Oliver Plunkett
- 2 Orgelwerken
- 19 Pianowerken (ook piano en viool, piano en harp)
- 39 Stukken religieuze muziek
- 1 Tekstboek “Uraiceacht Ceoil” (The Rudiments of Music)

Van een van zijn bekendste pianowerken, Minuetto Grazioso, bevindt het manuscript zich in het Clare County Museum te Ennis.